# بطولة الأمم الخمس 1911
بطولة الأمم الخمس 1911 (بالإنجليزية: 1911 Five Nations Championship)‏ هو الموسم 29 من بطولة الأمم الخمس. كان عدد الأندية المشاركة فيه 5، وفاز فيه منتخب ويلز الوطني لاتحاد الرغبي.